# 山浦善樹
山浦 善樹（やまうら よしき、1946年7月4日 - ）は、日本の弁護士、元最高裁判所判事。筑波大学大学院教授、中央大学大学院客員教授、日本民事訴訟法学会理事等を歴任。旭日大綬章受章。

## 人物
長野県の寒村で生まれる。実家は、父が出稼ぎ労働者、母が女工で、困窮しており、自身も鉄くず拾いや、人形づくりの内職に従事し、中学卒業後信用金庫への就職を考えていたが、教諭の勧めで奨学金を得て長野県上田高等学校に進学。内気で非社交的な性格を直すため高校では、新聞班班長や生徒会長を務めた。妻は無医村解消を志し神戸市から戦後まもなく長野に赴任してきた医師の子で、高校の同期生。
1969年に一橋大学法学部を卒業。大学時代はアルバイトのため勉学ができず、可や不可が並ぶ成績表の優の数はわずか7個だった。法律学のあり方に疑問を感じ、卒業論文は「法律学懐疑論」。
大学卒業後三菱銀行（現三菱UFJ銀行）に入行するが、「肌が合わず」、妻と相談し1年で退社。退社後はあてもなく過ごしていたが、1か月ほど経ちゼミナール指導教官の市原昌三郎教授に大学院進学の希望を伝えるも、学部の成績が不良だったため断られ、司法書士事務所事務員に応募するが採用されず、薬剤師だった妻の扶養家族となる。その後法学の勉強を開始、退社後1年で旧司法試験に合格し、1972年、司法修習生。
1974年に弁護士登録し、以降は東京弁護士会に所属。阿部三郎弁護士の事務所での勤務を経て、千代田区神田で山浦法律事務所を開業。
2008年より筑波大学法科大学院教授を務めた。
最高裁判事就任前は、山浦法律事務所所長を務めるかたわら、中央大学大学院法務研究科客員教授として法曹倫理の科目を担当。
2012年3月1日、山浦法律事務所を廃業し、野田内閣により、同年2月27日に定年退官した宮川光治の後任として最高裁判所判事に任命される。同年12月16日の最高裁判所裁判官国民審査において、罷免を可とする票4,708,497票、罷免を可とする率8.15%で信任。2016年7月3日定年退官。後任は木澤克之。
2016年7月12月、若手弁護士の育成・支援を設立目的の一つとする宏和法律事務所に参加。
2017年11月3日付の秋の叙勲で、旭日大綬章を受章。
2017年12月12日、宏和法律事務所を退所し，千代田区神田小川町で山浦法律事務所を再び開業。
2020年1月1日、宏和法律事務所で一緒に執務していた鈴木謙太弁護士が山浦法律事務所に参加し，事務所名を「山浦・鈴木法律事務所」に変更。

## 経歴
- 1946年 長野県丸子町（現上田市）で生まれる。
- 1959年 丸子町立丸子小学校卒業。
- 1962年 丸子町立丸子中学校卒業。
- 1965年 長野県上田高等学校卒業、一橋大学法学部入学。
- 1969年 一橋大学法学部卒業、三菱銀行（現三菱UFJ銀行）入行[11]、築地支店配属。
- 1970年 三菱銀行退社[11]。
- 1971年 旧司法試験合格[11]。
- 1972年 最高裁判所司法研修所司法修習生[11]。
- 1974年 司法修習修了、弁護士登録（東京弁護士会）[11]。
- 1979年 最高裁判所司法研修所付[11]。
- 1996年 最高裁判所司法研修所民事弁護教官[11]。
- 1999年 東京弁護士会民事訴訟問題特別委員会委員長[11]。
- 2000年 法務省司法試験考査委員（民事訴訟法）[11]。
- 2001年 日本民事訴訟法学会理事[11]。
- 2003年 法務省新司法試験実施に係る研究調査会委員[11]。
- 2003年 日本弁護士連合会司法修習委員会副委員長。
- 2004年 山梨学院大学大学院法務研究科教授[11]。
- 2008年 筑波大学大学院ビジネス科学研究科法曹専攻教授[11]。
- 2011年 中央大学大学院法務研究科客員教授[11]。
- 2012年 最高裁判所判事[11]。
- 2016年 弁護士登録（東京弁護士会）[11]。
- 2017年 旭日大綬章受章[12]。
  - この間日本商事仲裁協会調停人、マンション管理士試験委員等を歴任。日本野鳥の会会員、日本モーツァルト協会会員[4][6]。

## 裁判
- 2013年9月4日、非嫡出子の法定相続分を嫡出子の2分の1とする規定に対して、全員一致で違憲判決をなした[2]。
- 2015年4月9日、子供が蹴ったボールで事故、親の賠償責任認めず - 最決2015年4月9日。
- 2015年、選択的夫婦別姓制度をめぐる最高裁判所判決において反対意見を述べ、ただ一人、立法の不作為を理由に国の賠償責任にまで踏み込んだ。「憲法の精神は寛容のはず。どうすればみんなが幸せになるかを書いている。名字のことは夫婦で決めればいい。結論はおのずと出る」と述べている[13]。
- 2016年、再婚禁止期間訴訟では、制度自体を違憲とする反対意見を示した[2]。

## 著作
- 『民事事実認定と立証活動』第I巻、判例タイムズ社、2009年10月23日。ISBN 978-4891861612。
- 『民事要件事実講座』〈5〉企業活動と要件事実、青林書院、2008年6月。ISBN 978-4417013860。
- 「法律事務所における事件処理と要件事実の実際」『要件事実・事実認定論と基礎法学の新たな展開-伊藤滋夫先生喜寿記念』、青林書院、2009年2月。ISBN 978-4417014836。
- 『民事事実認定と立証活動』第I巻、判例タイムズ社、2009年10月23日。ISBN 978-4891861612。
- 「民事手続と弁護士の行動指針」、『民事訴訟雑誌』52号、日本民事訴訟法学会、2006年、57-73頁、NAID 40007458179。
- 「最高裁判所判事になったマチ弁の随想」一橋法学,16(1): 207-239、一橋大学、2017年3月10日
- 『お気の毒な弁護士-最高裁判所でも貫いたマチ弁のスキルとマインド 』弘文堂、2020年12月18日。ISBN 978-4335358463。